# 特雷索拉什
特雷索拉什是葡萄牙波尔图区的一个堂区。总面积4.83平方公里，总人口520人，人口密度107.7人/平方公里。